# Jacquelin Perske
Jacquelin Perske est une scénariste et productrice australienne.

## Biographie
Jacquelin Perske travaille principalement pour la télévision en tant qu'auteure et productrice de scénarios,.

### Télévision
Jacquelin Perske est productrice, co-créatrice et scénariste de Spirited pour la chaîne Foxtel. Le pilote de la série lui a valu le prix AWGIE 2012 de la meilleure fiction,. Elle est ensuite productrice, co-créatrice et scénariste de la série à succès Love My Way, qui reçoit quatorze prix et vingt-quatre nominations tout au long de sa diffusion. Love My Way est première série dramatique hors réseau en Australie à recevoir un tel niveau de reconnaissance,.
En 2015, la scénariste adapte Deadline Gallipoli, et remporte le prix de l'Australian Writers' Guild (AWGIE) pour la meilleure mini-série,. Elle a écrit et scénarisé Seven Types of Ambiguity avec Hugo Weaving. En 2017, l’épisode, Alex, remporte un  AWGIE Award, par l'Australian Writers' Guild, pour l'excellence en écriture à l'écran, à la télévision, sur scène et à la radio. 
Jacquelin Perkske fait partie de l'équipe de rédaction de la série Star Wars: Underworld de George Lucas. Elle a également travaillé sur la série Will pour Turner Network Television, tout comme pour les productions Big Sky (en), Raw FM, Fireflies, Legend Of The Monkey et la série primée par The Secret Life of Us,. 
En 2019, Jacquelin Perske est l’une des scénaristes de la mini-série The Cry, diffusé sur la BBC One. The Cry est nommée à trois reprises lors des Australian Academy of Cinema and Television Arts Awards (AACTA). La série obtient cinq autres nominations, dont un National Television Award dans la catégorie New Drama, et un International Emmy Award de la meilleure actrice, Jenna Coleman,. 
Elle participe à l’adaptation télévisée de The Tattooist of Auschwitz de Heather Morris, basée sur l'histoire vraie de Lale et Gita Sokolov, deux Juifs slovaques, qui ont survécu à Auschwitz, et ont finalement élu domicile en Australie. 

## Cinéma
Jacquelin Perkse est la scénariste de Little Fish de Rowan Woods, l'un des films australiens les plus acclamés en 2005. Ce film, avec Cate Blanchett, Hugo Weaving et Martin Henderson, est nommé à treize reprises aux prix de l’American Film Institute.

## Reconnaissance
En 2013, Jacquelin Perkse remporte la prestigieuse bourse Foxtel lors des Australian Writers' Guild Awards. Ses productions et scénarios ont régulièrement été primés.

## Récompenses
- 2005 : Australian Film Institute du Meilleur scénario à la télévision pour l'épisode Only Mortal, de la série Love My Way
- 2006 : Australian Film Institute de la Meilleure série dramatique télévisée pour Love My Way
- 2015 : Australian Writers' Guild Award de la Meilleure mini série originale pour Deadline Gallipoli
- 2019 : Australian Academy of Cinema and Television Arts Awards (AACTA) du Meilleur scénario à la télévision pour l'épisode Alex, de la série Seven Types of Ambiguity

## Filmographie

### Séries télévisées
Comme scénariste à la télévision :
- 1997 : Big Sky (en) - saison 1 (épisodes 25 et 34)
- 1997 : Raw FM - saison 1 (épisode 3)
- 2002 : The Secret Life of Us - saison 2 (épisodes 6 et 15)
- 2003 : The Secret Life of Us - saison 3 (épisodes 7 et 16)
- 2004 : Fireflies - saison 1 (épisode 13)
- 2004 : Love My Way - saison 1 (épisodes 1, 2, 4, 5 et 6)
- 2005 : Love My Way - saison 2 (épisodes 7, 8, 9 et 10)
- 2006 : Love My Way - saison 3 (épisodes 1, 2, 3, 4, 5, 6, 7, 8, 9, 10, 11 et 12)
- 2007 : Love My Way - saison 4 (épisodes 2, 3, 4, 5, 7 et 8)
- 2010 : Spirited - saison 1 (épisodes 1, 2, 4, 5, 6, 7 et 8)
- 2011 : Spirited - saison 2 (épisodes 1, 2, 4, 5, 6, 7, 8, 9 et 10)
- 2017 : Deadline Gallipoli - saison 1 (épisode 1)
- 2017 : Seven Types of Ambiguity - saison 1 (épisodes 1, 2, 3 et 4)
- 2017 : Will - saison 1 (épisodes 3 et 5)
- 2018 : The Cry - saison 1 (épisodes 1, 2, 3 et 4)
- 2018 : Les Nouvelles légendes du Roi Singe - saison 1 (épisodes 1, 2, 4, 5 et 6)

### Films
- 1995 : Roses Are Red de Marcella Hayward (court métrage)
- 2005 :  Little Fish de Rowan Woods